# East Division (Ontario Hockey League)
East Division är en av fyra divisioner som utgör den nordamerikanska juniorishockeyligan Ontario Hockey League (OHL). East bildades 1994. Divisionen består av fem lag och samtliga lag är från provinsen Ontario. Divisionen och Central bildar Eastern Conference. Den regerande divisionsmästaren är Belleville Bulls (2012–2013).
Fyra lag har vunnit J. Ross Robertson Cup som är OHL:s pokal och det var Peterborough Petes (Två gånger, 1995–1996 och 2005–2006), Oshawa Generals (1996–1997), Belleville Bulls (1998–1999) och Ottawa 67's (2000–2001). Ett lag som har spelat i divisionen har lyckats vinna Canadian Hockey League:s gemensamma pokal Memorial Cup, och det var Ottawa 67's när de var värdlag för 1998–1999 års upplaga av turneringen.

## Lagen
| Ontario Hockey League |                     |                               |                                      |
| Eastern Conference    |                     |                               |                                      |
| Division              | Lag                 | Stad                          | Arena                                |
| East                  | Belleville Bulls    | Belleville, Ontario, Kanada   | Yardmen Arena (3 257)                |
| East                  | Kingston Frontenacs | Kingston, Ontario, Kanada     | Rogers K-Rock Centre (5 380)         |
| East                  | Oshawa Generals     | Oshawa, Ontario, Kanada       | General Motors Centre (5 180)        |
| East                  | Ottawa 67's         | Ottawa, Ontario, Kanada       | Canadian Tire Centre (19 153)        |
| East                  | Peterborough Petes  | Peterborough, Ontario, Kanada | Peterborough Memorial Centre (3 729) |

## Divisionstitlar
| Lag                 | Antal | Senaste vinsten |
| ------------------- | ----- | --------------- |
| Ottawa 67's         | 10    | 2011–2012       |
| Belleville Bulls    | 6     | 2012–2013       |
| Peterborough Petes  | 2     | 2005–2006       |
| Kingston Frontenacs | 1     | 1994–1995       |

## Vinnare av J. Ross Robertson Cup
- Peterborough Petes – (2) 1995–1996, 2005–2006
- Oshawa Generals – (1) 1996–1997
- Belleville Bulls – (1) 1998–1999
- Ottawa 67's – (1) 2000–2001

## Vinnare av Memorial Cup
- Oshawa Generals – (1) 1998–1999